# Liste der Bodendenkmäler in Prosselsheim
Auf dieser Seite sind die Bodendenkmäler in der unterfränkischen Gemeinde Prosselsheim zusammengestellt. Diese Tabelle ist eine Teilliste der Liste der Bodendenkmäler in Bayern. Grundlage ist die Bayerische Denkmalliste, die auf Basis des Bayerischen Denkmalschutzgesetzes vom 1. Oktober 1973 erstmals erstellt wurde und seither durch das Bayerische Landesamt für Denkmalpflege geführt wird. Die folgenden Angaben ersetzen nicht die rechtsverbindliche Auskunft der Denkmalschutzbehörde.

## Bodendenkmäler der Gemeinde Prosselsheim

### Bodendenkmäler in der Gemarkung Neusetz
| Lage               | Objekt                                                                                   | Akten-Nr.     | Bild |
| ------------------ | ---------------------------------------------------------------------------------------- | ------------- | ---- |
| Neusetz (Standort) | Siedlung der Linearbandkeramik, des Mittelneolithikums, der Urnenfelder- und Latènezeit. | D-6-6126-0008 |      |

### Bodendenkmäler in der Gemarkung Prosselsheim
| Lage                    | Objekt | Akten-Nr.     | Bild |
| ----------------------- | --- | ------------- | ---- |
| Prosselsheim (Standort) | Siedlung der älteren Latènezeit. | D-6-6126-0004 |      |
| Prosselsheim (Standort) | Siedlung der Linearbandkeramik und der Hallstattzeit. | D-6-6126-0059 |      |
| Prosselsheim (Standort) | Grabhügel vorgeschichtlicher Zeitstellung. | D-6-6126-0060 |      |
| Prosselsheim (Standort) | Grabhügel vorgeschichtlicher Zeitstellung. | D-6-6126-0061 |      |
| Prosselsheim (Standort) | Grabhügel vorgeschichtlicher Zeitstellung. | D-6-6126-0062 |      |
| Prosselsheim (Standort) | Spätmittelalterliche oder frühneuzeitliche Landwehr. | D-6-6126-0063 |      |
| Prosselsheim (Standort) | Siedlung des Mittelneolithikums. | D-6-6126-0064 |      |
| Prosselsheim (Standort) | Siedlung des Mittelneolithikums. | D-6-6126-0065 |      |
| Prosselsheim (Standort) | Siedlung der frühen Latènezeit. | D-6-6126-0067 |      |
| Prosselsheim (Standort) | Siedlung des Endneolithikums. | D-6-6126-0068 |      |
| Prosselsheim (Standort) | Siedlung der Linearbandkeramik. | D-6-6126-0069 |      |
| Prosselsheim (Standort) | Siedlung der Linearbandkeramik. | D-6-6126-0070 |      |
| Prosselsheim (Standort) | Siedlung vor- und frühgeschichtlicher Zeitstellung. | D-6-6126-0071 |      |
| Prosselsheim (Standort) | Siedlung vor- und frühgeschichtlicher Zeitstellung. | D-6-6126-0072 |      |
| Prosselsheim (Standort) | Siedlung der Hallstattzeit und der jüngeren Latènezeit. | D-6-6126-0073 |      |
| Prosselsheim (Standort) | Siedlung der Latènezeit. | D-6-6126-0074 |      |
| Prosselsheim (Standort) | Siedlung vor- und frühgeschichtlicher Zeitstellung. | D-6-6126-0075 |      |
| Prosselsheim (Standort) | Siedlung des Mittelneolithikums. | D-6-6126-0118 |      |
| Prosselsheim (Standort) | Siedlung vor- und frühgeschichtlicher Zeitstellung. | D-6-6126-0119 |      |
| Prosselsheim (Standort) | Siedlung vor- und frühgeschichtlicher Zeitstellung. | D-6-6126-0176 |      |
| Prosselsheim (Standort) | Siedlung des Jung- oder Endneolithikums. | D-6-6126-0182 |      |
| Prosselsheim (Standort) | Siedlung des frühen Mittelalters. | D-6-6126-0185 |      |
| Prosselsheim (Standort) | Archäologische Befunde im Bereich der frühneuzeitlichen Katholischen Pfarrkirche St. Bartholomäus von Prosselsheim mit mittelalterlichem Vorgängerbau und Körperbestattungen im angrenzenden Kirchhof. | D-6-6126-0265 |      |
| Prosselsheim (Standort) | Archäologische Befunde im Bereich des mittelalterlichen und frühneuzeitlichen Gutshofes Seligenstadt mit frühneuzeitlicher Katholischen Kapelle und Körperbestattungen im Kirchhof.                    | D-6-6126-0266 |      |

### Bodendenkmäler in der Gemarkung Püssensheim
| Lage                   | Objekt | Akten-Nr.     | Bild |
| ---------------------- | --- | ------------- | ---- |
| Püssensheim (Standort) | Siedlung der Linearbandkeramik. | D-6-6126-0076 |      |
| Püssensheim (Standort) | Siedlung der Urnenfelderzeit. | D-6-6126-0077 |      |
| Püssensheim (Standort) | Archäologische Befunde im Bereich der frühneuzeitlichen Katholischen Kirche Allerheiligen von Püssensheim, vermutlich mit mittelalterlichem Vorgängerbau und Körperbestattungen im ummauerten Kirchhof. | D-6-6126-0268 |      |
| Püssensheim (Standort) | Grabhügel vorgeschichtlicher Zeitstellung. | D-6-6126-0281 |      |